# Nervilia macroglossa
Nervilia macroglossa är en orkidéart som först beskrevs av Joseph Dalton Hooker, och fick sitt nu gällande namn av Rudolf Schlechter. Nervilia macroglossa ingår i släktet Nervilia och familjen orkidéer. Inga underarter finns listade i Catalogue of Life.